# 風神 (日本)
日本又把風神（ふうじん）稱作風之神（かぜのかみ）或風伯（ふうはく），乃是司掌風的神祇，其形象與雷神相對。一般也有人用以形容風之精靈，甚至是妖怪。

## 概要

### 神話記載
依照《日本書紀》卷第一記載伊奘冉尊與伊奘諾尊產兒的情節中，其中第六種說法謂此二神共生完大八洲國後，接著吹撥之氣化成風神級長津彥命，飢餓時生下倉稻魂命，復生海神少童命、山神山祇、水門神速秋津日命、木神句句廼馳、土神埴安神等，再生萬物。
按《古事記》上卷的記載，伊邪那岐命和伊邪那美命生下風神志那都比古後，又生下了木神久久能智；隨後出生的是山神大山津見和野神鹿屋野比賣神（亦名謂野椎神）。

### 妖怪
風神被視為妖怪，肇因於對農業或漁業造成的風災，抑或人體吸入不好的空氣導致疾病。日語將感冒稱作「風邪」，即源於此。江戶時代曾發生流行性感冒肆虐，民間遂將風神紮成芻靈形狀，口中喃喃唸著「走吧！走吧！」，並在野外置於河川而順水沖走。

### 繪畫
日本古代畫家將風神描繪成鬼的姿態，揹著一個大袋子（這也是鞴的由來），江戶時代初期的俵屋宗達所繪製的《風神雷神圖》為代表之一。

### 文學
江戶時期怪談集《繪本百物語》描繪風之神具有邪氣，乘著風在物體縫隙間、天氣忽冷忽熱間乘虛而入。見到人類便吹出黃色氣體，而人類一吸入此氣體便發病。此外，內文提及「黃色氣體來自黃土的溼氣」，此乃中國黃土地帶飄來之黃沙，屬雨天之前兆，被認為暗示疾病將因風而起。西日本各地常將在屋外罹患的急性疾病或發燒稱作「受風寒」（日语：風にあう），也是民間信仰將風視為鬼怪，而非自然現象。
平安時代後期成書之和歌集《袋草紙》、鎌倉時代成書之故事集《十訓抄》等書也記述了關於鎮平帶來災害疾病的惡神風神的祭典儀式，而位於奈良縣生駒郡三鄉町的龍田大社每年7月4日都會舉辦「風神祭」的祭典。

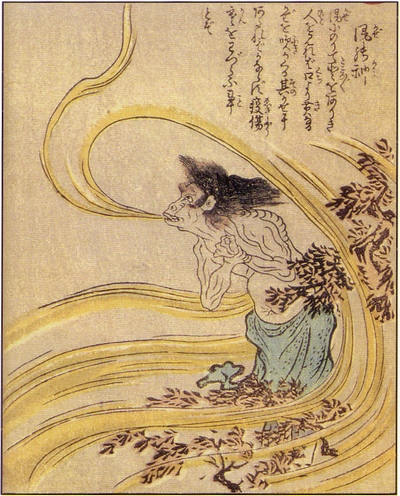
竹原春泉齋所繪《繪本百物語》的「風之神」
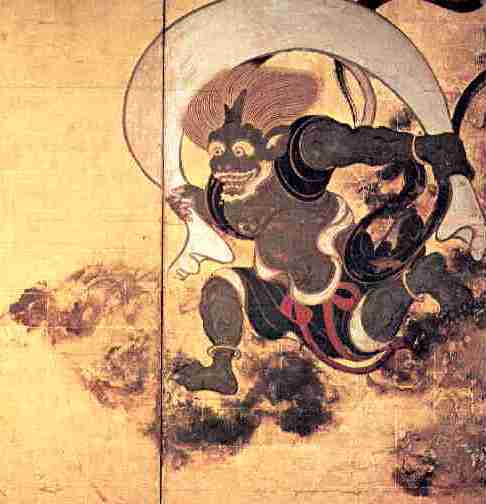
俵屋宗達所繪《風神雷神圖》的風神
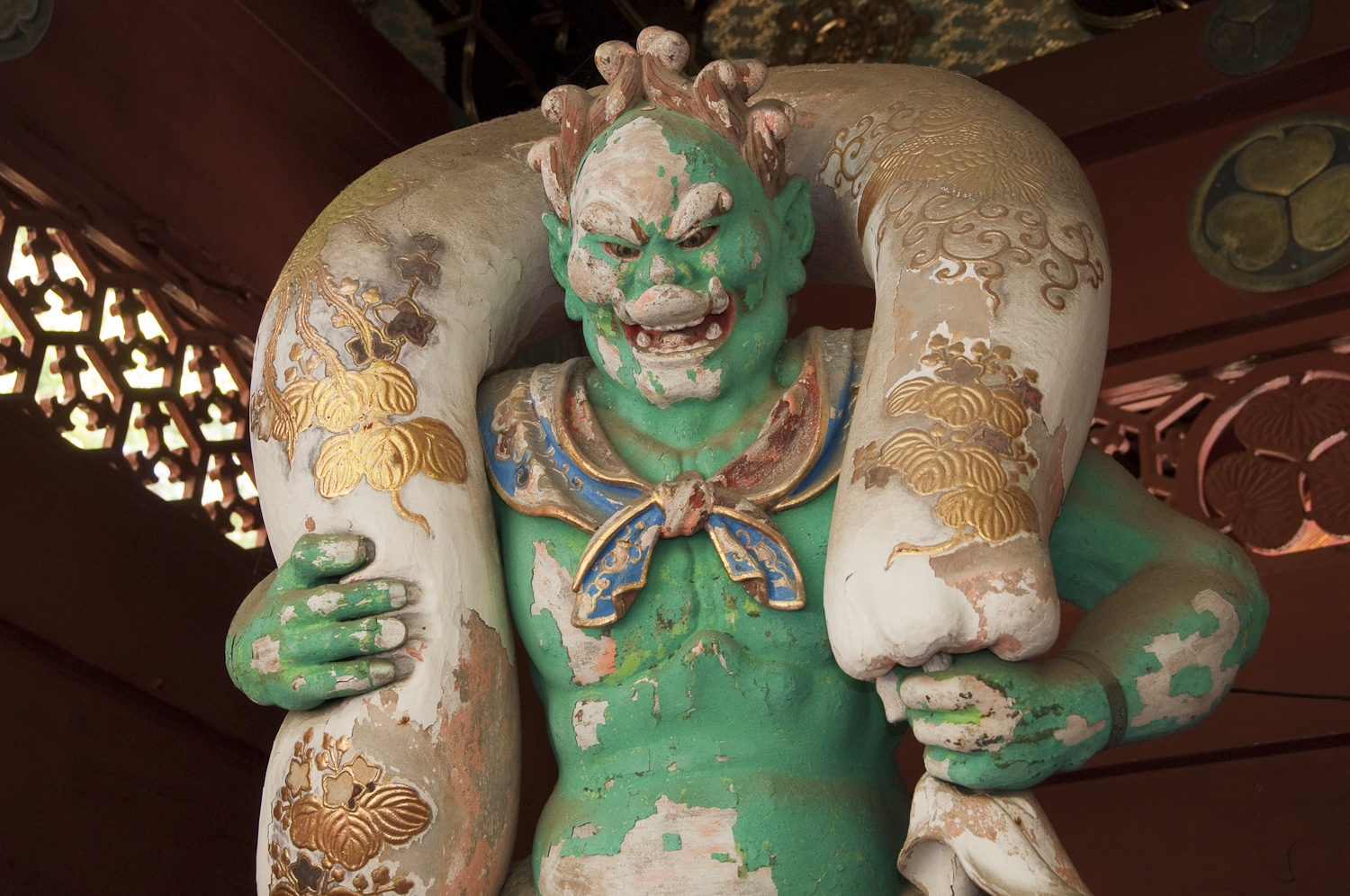
大猷院靈廟的風神

## 內部連結
- 志那都比古神
- 風神雷神圖